# Rubik-kocka

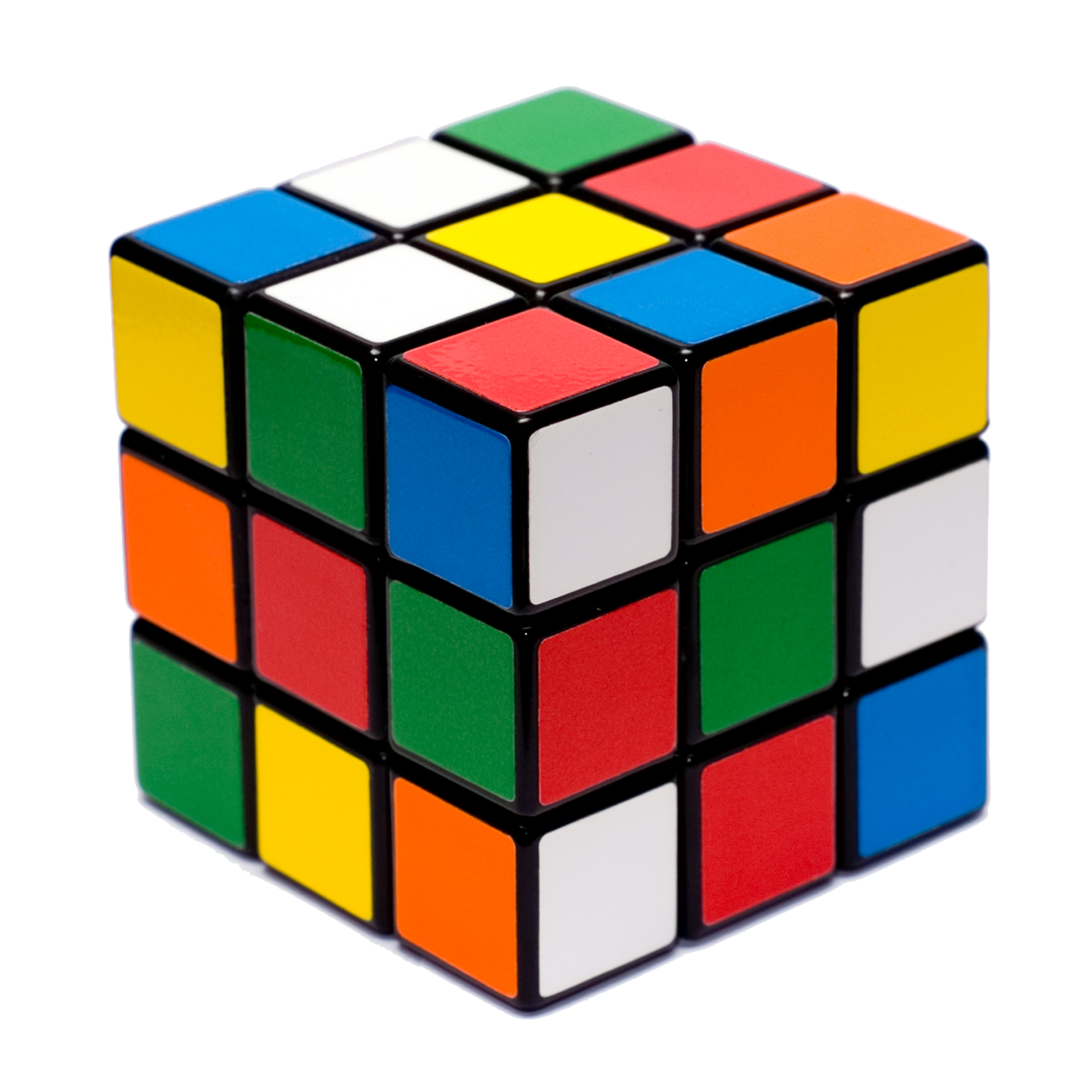
Rubik-kocka

A Rubik-kocka háromdimenziós mechanikus logikai játék, melyet 1974-ben talált fel ifjabb Rubik Ernő. A Rubik-kocka eredeti neve a magyar kereskedelemben bűvös kocka volt. A szabadalmi leírásban a feltaláló térbeli logikai játékként nevezte meg a mechanikus, egyéni logikai játékot, amelynek célja, hogy egy előzetesen összekevert kockából forgatással visszaállítsuk az eredeti, rendezett színösszeállítást, vagyis minden oldalon azonos színű lapocskák legyenek.
A találmány lényege abban van, hogy a nagy kockát alkotó 27 elem, szétszedés, tehát a nagy kocka megbontása nélkül hozhatók új helyzetbe, aminek eléréséhez, egyetlen homológ művelet: a nagy kocka bármelyik lapját alkotó kilenc kis kockának elforgatása szükséges.
Rubik Ernő 1975. január 30-án adta be igényét a kocka szabadalmaztatására, de csak 1977. december 31-én kapta ezt meg. Ezt követően hamarosan megjelentek nálunk az első bűvös kockák, és ezzel a játék önálló életre kelt. 1980-ban a bűvös kockát Rubik-kockára nevezték át és csak Magyarországon hozzávetőleg egymillió darabot vettek belőle, ami azt jelenti, hogy minden tizedik ember rendelkezett egy ilyen játékkal. Ezzel párhuzamosan indult a külföldi terjesztése is, az amerikai Ideal Toy játékcégen keresztül. Nagyon rövid idő alatt elterjedt és népszerűvé vált az egész világon. 1982. június 5-én volt az első, 2003 óta pedig kétévente megrendezik a Rubik-kocka-világbajnokságot. A Rubik-kockát ma a legnagyobb magyar találmányok között tartják számon.
2014. április 24-én New Yorkban a Rubik-kocka 40 éves születésnapja alkalmából kiállítás nyílt a New Jersey-i Liberty Science Centerben Beyond Rubik's Cube (Túl a Rubik-kockán) címmel. A nagyszabású interaktív kiállítás, amely kilenc hónapon keresztül volt látogatható a városban, 2015-től 7 éves világkörüli útra indult.

## Leírása

A kocka színezésénél Rubik Ernő a három alapszínt választotta ki elsőnek, a pirosat-kéket-sárgát, majd a másodlagos színeket a zöldet és narancssárgát, a lila helyett a fehéret választotta, úgy gondolta, a lila nem illik a kockához. A színek elrendezése is eltérő volt a ma használatostól, a fehér és a sárga egymás mellé került, mostanra viszont már az az elterjedt, hogy egymással szemben találhatóak.

A kocka oldalai különféle színűek és elforgathatók a lap középpontja körül. A forgatás során az oldalak színösszeállítása összekeverhető. Bizonyították, hogy elméletileg bármely keverés után legfeljebb 20 tekerésből kirakható, de az összetettsége miatt összesen 43 252 003 274 489 856 000-féle (leírva: negyvenháromtrillió-kétszázötvenkétbilliárd-hárombillió-kétszázhetvennégymilliárd-négyszáznyolcvankilencmillió-nyolcszázötvenhatezer; kb. 4,3·1019) eltérő állás hozható létre.

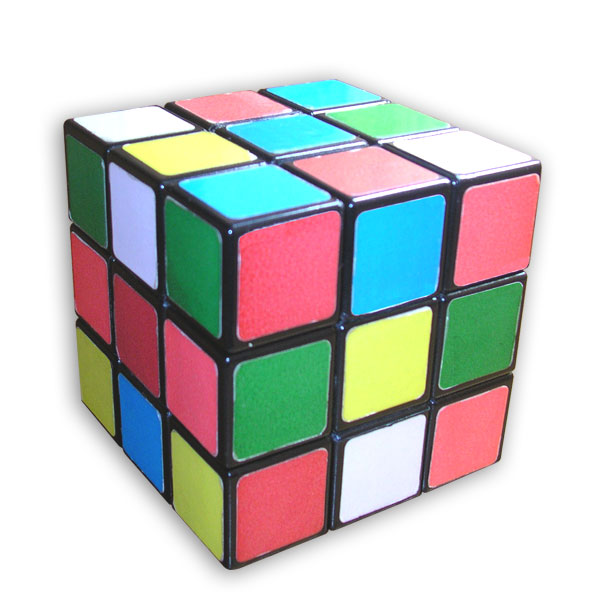
Rubik-kocka összekeverve
... kirakás közben ...
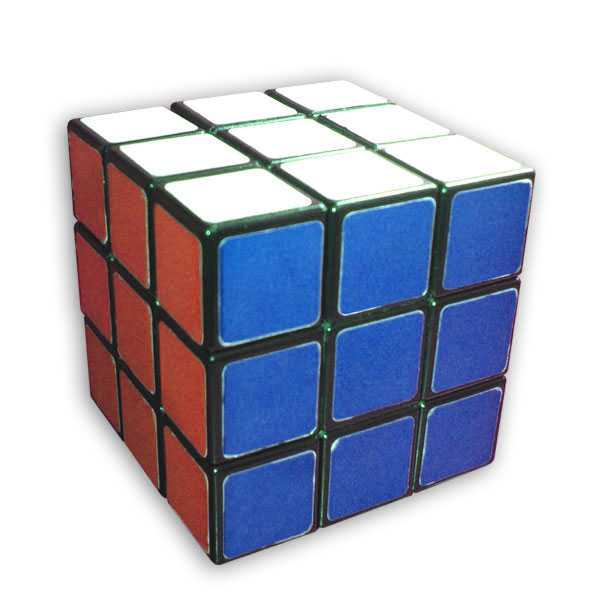
és kirakva.

Rubik Ernő eleinte a 2×2×2-es kockát szerette volna megalkotni. Az első problémába akkor ütközött, amikor nem tudta, hogyan lehetne úgy összeállítani ezt a kockát, hogy mind a három tengelye körül elforgatható legyen. Rubik először gumigyűrűkkel próbálta egymáshoz rögzíteni a kis kockákat, de ez így nem sikerült, mivel egy idő után a gumiszalagok elszakadtak, majd próbálkozott mágnesekkel is, de úgy meg könnyen szétesett a kocka, ezért a problémát úgy oldotta meg, hogy a kockaelemeket olyan alakúra faragta ki, hogy azok az alakjuknál fogva tartsák össze magukat. Később különböző színekkel jelölte meg az oldalakat, hogy jobban lássa, hogyan mozognak egymáshoz képest. Rubik Ernő – saját bevallása szerint – csak a végleges konstrukciós és formai kidolgozás után ismerte fel, hogy a kocka nemcsak a térbeli mozgások szemléltetésére alkalmas (mivel ezért alkotta meg), hanem jó játék, és így értékesíthető is. Sikerét leginkább annak köszönheti, hogy 3 dimenziós, és akárhogy is mozgatjuk, a játék egy darabban marad.

## Működése

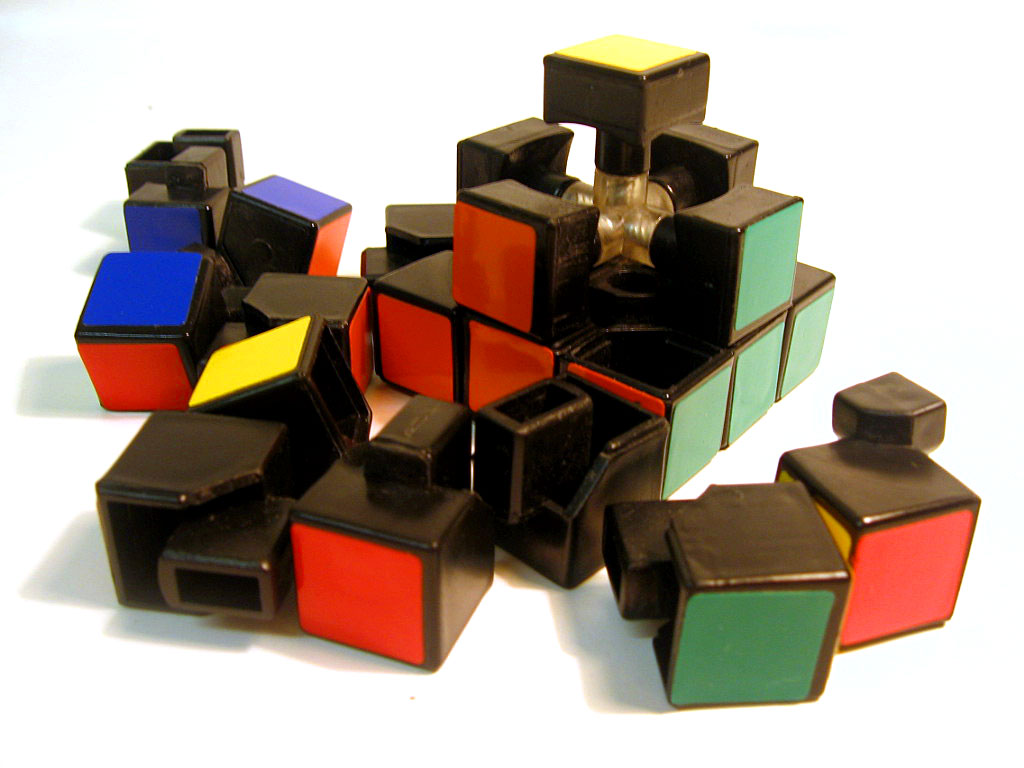
Félig szétszedett Rubik-kocka

A kocka 8 db sarokkockából, 6 oldalkockából, 12 db élkockából és egy középső elemből áll. A középső elem biztosítja az oldallapok szabad elfordulását és a kocka kohézióját.

### Isten száma
Már a kocka népszerűvé válásának kezdetén izgatta az embereket, vajon hány forgatásból lehet kirakni a Rubik-kockát bármilyen összekevert állásból. A probléma megoldása eleinte reménytelennek tűnt a kocka lehetséges állapotainak hatalmas számából következően. Azt az algoritmust, amely egy adott állásból a lehető legkevesebb forgatással kirakja a kockát, Isten algoritmusának nevezték el, az a forgatásszám pedig, ahány forgatásra az Isten algoritmusának legfeljebb szüksége van, Isten száma.
Az első, Isten számára becslést adó eredmény Morwen Thistlethwaite nevéhez fűződik (1981), és bizonyítja, hogy a kocka 52 forgatásból mindig kirakható. Megjegyzendő, hogy itt egy forgatás alatt (az ún. Half Turn Metric szerint) egy oldal tetszőleges elforgatását értjük, tehát a fenti jelölésben pl. f vagy f2 is egyaránt egy forgatásnak számít. Az évek folyamán újabb és újabb eredményekkel egyre csökkenteni tudták Isten számának felső határát. 1995-re Michael Reid bizonyította, hogy 29 forgatás mindig elégséges, valamint, hogy az ún. superflip állás (minden elem a helyén van, de az élek mind rossz irányba állnak) pontosan 20 forgatásból rakható ki. Isten számára így már mindössze 10 jelölt maradt. 2007-ben a Northeastern University kutatói bebizonyították, hogy Isten száma legfeljebb 26, 2008-ban pedig a Stanford Egyetem egyik matematikusa azt állította, hogy a kockát huszonöt lépésből alapállapotába lehet tekerni, ez a szám aztán 2008 júniusára Tomas Rokicki bizonyítása alapján 22-re csökkent, 2010-ben pedig azt is bebizonyították, hogy 20-nál több lépésre soha nincs szükség, vagyis Isten száma 20.

## Története

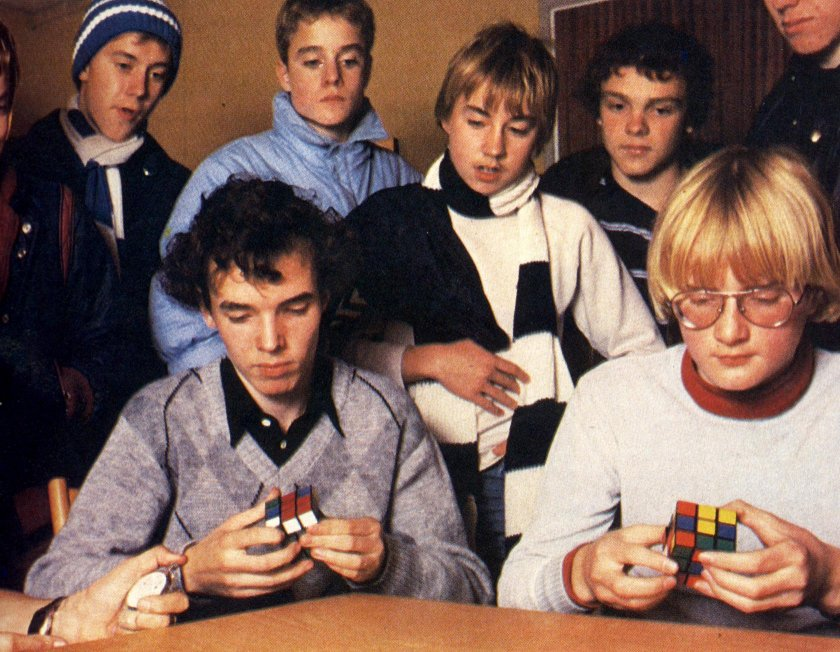
Az 1981-es dán kockaforgató bajnokok

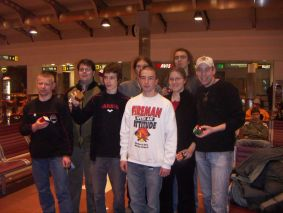
A 2007-es magyar Rubik-kocka-versenyzők. Hazatérve a belga nyílt Rubik-bajnokságról

A Rubik-kockát, akkori nevén bűvös kockát, 1974 tavaszán találta fel Rubik Ernő. Az első modell, a 2×2×2-es még nem volt működőképes. A fejlesztések nyomán kialakult a végső változat, a kocka szabadalmának beadása pedig 1975. január 30-a lett a Szellemi Tulajdon Nemzeti Hivatala felé. 1975. március 3-án Rubik Ernő odaadta a Politechnikának (a későbbi Politoys Ipari Szövetkezetnek) a kockát belföldi hasznosításra, de az ezt követő néhány hónapban a Politechnika nem foglalkozott vele. 1975. december elsején Rubik Ernő 15 napos haladékot adott a Politechnikának: ha addig sem történik érdemi lépés a kocka gyártásával kapcsolatban, visszaveszi a találmányát. Ezzel szinte párhuzamosan az Országos Pedagógiai Intézet elutasította a kockát, mint oktatási segédeszközt. Az események nem törték meg az alkotó kedvét, és 1977-ben 12 ezer db bűvös kocka legyártása kezdődött meg belföldre. 1977-ben megtörtént a BNV – Interplayexpo Kígyójáték prototípusának bemutatása. A kocka sikerességét bizonyítja, hogy 1978-ban elnyerte a Kulturális Minisztérium Nívódíját.
1978-ban a KONSTRUMEX bemutatta a kockát a Nürnbergi Játékvásáron, de nem sikerült az érdeklődést felkeltenie, mivel egy több száz játékot tartalmazó szekrény egyik polcán „porosodott”. 1978 decemberében dr. Laczi Tibor kezébe jutott az első bűvös kocka, aki akkoriban egy német számítástechnikai hardvereket gyártó cégnél dolgozott. Amikor visszatért Ausztriába, magával vitte a játékot, hogy bemutassa. 1975 és 1978 között 5 ezer kocka került ki belföldi értékesítésre a TRIÁL-on keresztül, ami akkor még az egyedüli belföldi kereskedelmi engedéllyel rendelkező cég volt. Először 1978-ban exportálták a kockát: 2100 db-ot. 1979. január elején Laczi 12 db bűvös kockát magával vitt Ausztriába, hogy megmutassa ismerőseinek is ezt a nagyszerű játékot. 1979 tavaszán megszületett az első 2x2x2-es modell. Laczi engedélyt kért a KONSUMEX-től, hogy hadd vigye ki a kockát a nürnbergi játékvásárra, melyre meg is kapta az engedélyt. Itt a kockát bemutatta Tom Kramernek a „Seven Towns” akkori igazgatójának. 1979. június 17-én a kockáról megjelent az első cikk az Observer című lapban, „Hatoldalú varázslat” címmel. A „bűvös kocka” önálló életre kelt. (Ez a cikk tartalmazta a kocka variációs lehetőségeinek pontos számát is.)
1979. szeptember 17-én létrejött a szerződés a "bűvös kockáról" az Ideal toy Co. és a KONSUMEX export-import cégek között. A szerződés nagy vonalakban az alábbiakat tartalmazta:
Az Ideal egyedárusítója lesz a kockának a következő országokban: USA, Anglia, Németország, Franciaország, Kanada, Ausztrália, Japán.
Minimum 500 ezer darab megrendelése – plusz 500 ezer darab opcionális rendelés 1980 szeptemberéig. Folyamatosan vállalja a kocka felvásárlását. Amennyiben Magyarország nem tud elegendőt gyártani a piac számára, abban az esetben bárki mástól vásárolhat „royalty” (darab eladás utáni jutalék) fizetése ellenében.
Lehetőség szerint védelmet szerez, ahol tud a kockának (itt merül fel a Rubik név, mint védjegy használata először, Sims úr által), illetve amennyiben bármely országban megszerzi a formavédelmet, az az övé marad.
1979 végéig – Magyarországon 300 ezer db bűvös kocka eladása, külföldön összesen 68 694 db bűvös kocka eladása (exportja eddig)
- 1980. január 10. – Rubik Ernő aláírja az Ideal toy Co-val a névhasználatról szóló szerződést, melyben jelképesen 1 USD-ért megengedi, hogy a cég az ő nevével árusítsa a kockát. Innentől beszélhetünk Rubik-kockáról.

### A siker és kudarc évei
A Politoys 1980. április elejére ígérte a 2×2×2-es kocka gyártási terveit, illetve a piacra dobást az Idealnak. Április közepére 2 millió db kocka rendelése történik meg június 30-i teljesítéssel (ez ekkor a magyar gyártáskapacitás számára, nemhogy a Politoys számára lehetetlen). 1980. május 13-án a Politoys bankkölcsönért folyamodik a Magyar Nemzeti Bankhoz.
- 1980. május – A Politoys (Manczúr Ferenc) letiltja a „Bűvös kocka” című könyv megjelenését, mely csak később 1981 végén jelenhet meg. (Az indok szerint a megoldás megjelenése árt a kocka eladásának.)
- 1980. augusztus 15. – A Politoys (Manczúr Ferenc) letiltja Rubik Ernő Japánba utazását a szerződésükre hivatkozva: mondván az veszélyezteti a tervszerű bel- és külföldi értékesítést.
- 1980. szeptember – A 2×2×2 szabadalmának beadása. (Ekkor már gyártják Tajvanon a hamisítványt.)
- 1980. október – A kockát már 16 országban árusítják.
- 1980. november – Ekkorra ígérte a Politoys először a Kígyójáték sorozatgyártásának megkezdését.
- 1980. december 30. – Az MNB folyósítja a Bankkölcsönt, de ezt 1980. december 31. 10 óráig el kell költenie a Politoysnak (kevesebb mint 1 nap alatt).
- 1980 – A TRIÁL ebben az évben elad 1 millió kockát, és 1981-re is rendel ugyanennyit. (Ez azért kimagasló, mert ebben az időszakban az is csoda volt, ha egy termékből akár 50 ezer darabot el lehetett adni hazánkban.)
  - Az ARXON cég összesen 4 millió darab Rubik-kockát ad el az NSZK-ban.
  - Az év játéka több országban is.
  - Tom Kramer figyelmeztet, hogy egyre több kockahamisítvány jelent, illetve jelenik majd meg, ami ellen szükséges lenne fellépni.
  - A Politoys összesen 4 millió kockát gyárt ebben az évben.
- 1981. február – A Politoys ekkorra ígéri másodszor a Kígyójáték gyártásának elindulását.
- 1981 eleje – A Politoystól Manczúr Ferenc önkényesen próbálja levédetni a kockát, illetve a Rubik nevet több országban is. (Ez a lépés korábban anyagi problémák miatt elmaradt.)
- 1981. április – II. bankkölcsön igénylése az MNB-től további fejlesztésre. Ezúttal a Politoys biztosra akar menni, 204 millió forintot igényel.
- 1981. június 30. – A Politoys ekkorra ígér 50 ezer kígyójátékot legyártani.
- 1981. július 1. – A Politoys tiltott külkereskedelmi tevékenységgel vádolja meg Rubik Ernőt azért, mert kijárt külföldre népszerűsíteni a kockát.
- 1981 közepe – 1,6 millió „távol-keleti” kocka felvásárlása a Politoys által, majd nagy részük eredetiként való árusítása / exportja (később ezért még jobban elmérgesedik a helyzet az Ideal és a Politoys, illetve az Arxon és a Politoys között).
- 1981. szeptember 15. – október 1. Új „kapitalista” gépek üzembe helyezése a Politoysnál.
- 1981. november – Megérkezik a II. bankkölcsön.
  - Ekkor már 2,5 millió kocka áll raktáron.
  - A kocka-könyvek a bestseller listák élére kerülnek világszerte, és sokáig ott is maradnak.
- 1981. november 3-10. – Meghiúsult új szerződés az Ideallal: a Politoys (Manczúr Ferenc) az utolsó pillanatban, amikor már minden jól alakul, meggondolja magát, feláll, és távozik.
- 1981 – A Politoys 500 ezer kígyót tervezett erre az évre.
  - Az első Rubik-kígyók megjelenése. Először a japán hamisítványok, majd a Politoys által gyártott eredetiből épphogy elkészül még néhány ezer darab.
  - Az év játéka újra több országban is.
  - Rubik Ernő az év embere.
  - A Politoys az óriási kereslet ellenére is csak az európai igények 25%-át képes kielégíteni. (Ez elképesztő mértékben kedvez a hamisítóknak.)

Tom Kramer figyelmeztet: Ha a Politoys továbbra is ezt az üzletpolitikát folytatja, az Ideallal még jobban meg fog romlani a kapcsolat, ami veszélyezteti a még fennálló szerződést. (Ha a szerződést felbontaná az Ideal vagy a Politoys, akkor az a Politoys-nak kedvezne.)

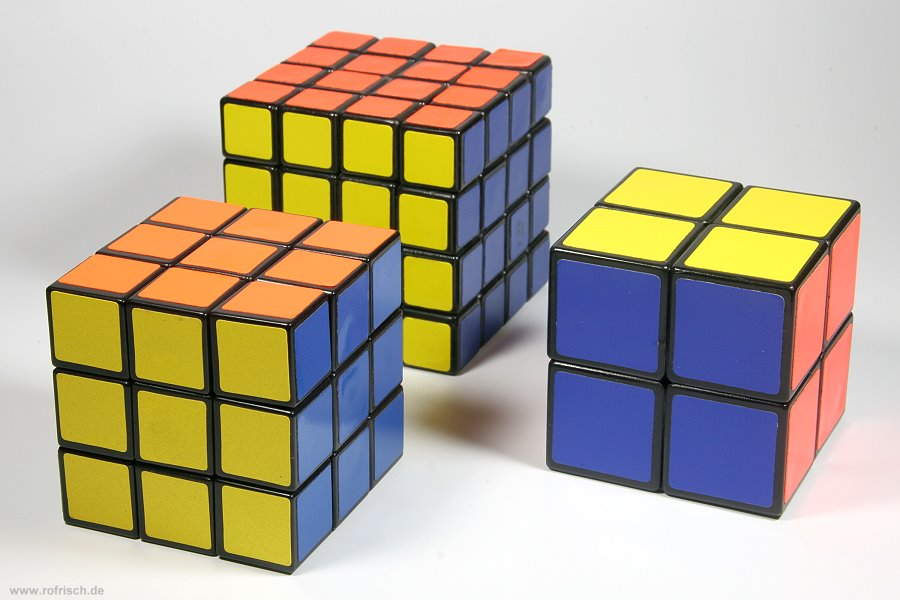
4×4×4-es, 3×3×3-as és 2×2×2-es Rubik-kockák

- - A következő termékek gyártása indul meg ebben az évben:
    - FOK-GYEM ipari szövetkezet: Bábeltorony, Kétkarikás játék (Hungarian Rings)
    - Dunaplast Műanyagipari szövetkezet: VB-futball-labda
    - Videoton: Bábel torony variáns, Varikon
    - Politoys ipari szövetkezet: Kígyójáték, Bognár bűvös golyók, Dominó, 2×2×2-es kocka

  - A Politoys 7 millió kockát gyárt ebben az évben.
- 1979 óta a Politoys dolgozóinak (beleértve a szakmunkásokéit) fizetése 2-2,5-szeresére emelkedik, bár ennek jó része túlórabér és egyéb juttatások. Vannak, akik havonta 50-60, sőt 90 túlórát dolgoznak (ez havonta plusz két hét).
- 1982. február 20. – Hírzárlatot rendel el a magyar állam a kockával, illetve a Politoys-zal kapcsolatban.

### Nehézségek
- 1982 eleje – Az USA-ba küldött 1 millió kockából visszajön 822 ezer selejt. (Egyes feltételezések szerint ezek azonosak a Politoys által felvásárolt távol-keleti hamis kockákkal.)
- 1982. június 5. – I. Rubik-kocka-világbajnokság Budapesten 19 ország részvételével (országonként 1-1 fővel).
- 1982. június – Manczúr Ferenc „kilépése” a szövetkezetből: helyét először ideiglenesen Nemcsók Gyula, majd később véglegesen dr. Tomori Zoltán tölti be.
  - 550 millió forintnyi kockakészlet halmozódott fel raktáron eddigre.
- 1982 nyara – A Politoys a csőd szélére kerül (fizetésképtelen lesz).
- 1982 – A Politoys 6 millió Kígyójátékot tervezett erre az évre.
  - Rubik Ernő a kockán keresett pénzén létrehoz 3 alapítványt, melyek célja a tehetséges feltalálók, illetve találmányok megsegítése.
  - A Politoys erre az évre tervezte az alábbi játékok gyártásának elindítását: Vakkocka, Vakdominó, Bognár Bűvös Bolygók, Bognár-utak, Rubik Társasjáték.
- 1983 nyara – A Politoys raktárán (gyártás nélkül) még mindig van 23 millió forintnyi kockakészlet.

### Továbbfejlesztések, elismerések
- 1983 – Rubik Ernő megalapítja a Rubik Stúdiót.
  - Rubik Ernőt Állami Díjjal tüntetik ki.
- 1984 – Mezei András: Magyar kocka avagy Még mindig ilyen gazdagok vagyunk? című könyv megjelenése.
- 1985 – Ebben az évben találja ki Rubik Ernő a bűvös négyzeteket, melyet ma több néven is ismerünk: Karikavarázs, illetve Rubik’s Magic.
- 1986 – Ebben az évben indul meg a bűvös négyzetek gyártása.
  - Rubik Ernő kitalálja a bűvös négyzetek nagy testvérét: az 5 karikás, 12 elemű bűvös négyzeteket (Rubik's Master Magic).
- 1987 – Rubik Ernőt kinevezik címzetes egyetemi tanárrá.
- 1990 – a Magyar Mérnök Akadémia elnökévé választják Rubik Ernőt, melynek később, 1996-tól tiszteletbeli elnöke.
- 1994 – Rubik Ernő a Csodák Palotája (Tudományos Játszóház) egyik alapítója.
- 1995 – Rubik Ernőt életművéért Gábor Dénes-díjjal tüntetik ki.
- 1996 – Rubik Ernőt szabadalmaiért Jedlik Ányos-díjjal tüntetik ki.
- 2007 – Rubik Ernőt művészi alkotó munkásságáért Kossuth-díjjal tüntetik ki.
- 2009 – Rubik Ernő az Európai Unió Kreativitás és Innováció Évének nagykövete.
- 2009 – Rubik Ernő elnyeri a Prima Primissima díjat a Tudomány kategóriában.
- 2012 – Orbán Viktor, Magyarország miniszterelnöke és Rubik Ernő együttműködési megállapodást írnak alá egy, a Kockát idéző múzeumépület létrehozásáról.
- 2014 – A New Jersey-i Liberty Science Centerben a 40 éves Rubik-kockát bemutató kiállítás nyílik.[6]

### Díjak
- Az 1978-as magyar BNV-díj
- A Kulturális Minisztérium 1979-es nívódíja
- 1980-ban több országban nyert díjakat: így Angliában, Németországban, Franciaországban. Angliában például a Toy of the Year (Az év játéka) 1980. díjat is megnyerte, amelyet minden évben csak egyetlen játék kap meg.
- 1981-ben a New York-i Museum of Modern Art (Modern Művészet Múzeuma) a kockát felvette építészeti és design gyűjteményébe.

## Matematikai háttere
A kocka variációs lehetőségeinek száma (8! × 38−1) × (12! × 212−1) / 2 =
43 252 003 274 489 856 000 vagy másképp: 4,3×1019 (azaz kimondva:
negyvenháromtrillió-kétszázötvenkétbilliárd-hárombillió-kétszázhetvennégymilliárd-négyszáznyolcvankilencmillió-nyolcszázötvenhatezer).
Ha az ember minden másodpercben fordít egyet a kockán, és ezt a nap 24 órájában csinálja, akkor (feltéve, hogy nem jut olyan álláshoz, amit már egyszer kipróbált) 1 371 512 026 715 évre van szüksége az összes lehetséges állás kipróbálásához. Ez annyira hosszú idő, hogy addigra nemhogy a Föld, de egyes tudósok szerint már a Világegyetem sem fog létezni.
Amennyiben nem hagyományos kockával játszunk, hanem olyannal, amelyeknek a középkockáin is olyan jelölés van, ami egyféle végleges helyzetet garantál (szuper 3×3×3 Rubik-kocka), akkor a variációk száma megszorzandó 642 = 4096-tal (=177 160 205 412 310 450 176 000, azaz kb. 1,77 × 1023, kimondva százhetvenhéttrilliárd-százhatvantrillió-kétszázötbilliárd-négyszáztizenkétbillió-háromszáztízmilliárd-négyszázötvenmillió-százhetvenhatezer).

### A kocka rendezése mintcsoportelméletiprobléma
Az alábbiak csak a 3×3×3-as kockára vonatkoznak, noha a gondolatmenet általánosítható magasabb oldalelemszámra is.
Első lépésként vegyük észre, hogy ha gondolatban rögzítjük a középső, összetartó elemet, akkor a forgatások révén csak a sarkok és az oldalélek változtatják a pozíciójukat, a középső elem nem mozdul el, csak forog.
Ezután tegyük föl, hogy a kocka minden egyes különböző állapotát megszámozzuk egyenként 1-től 43 252 003 274 489 856 000-ig. A számokból halmazt alkotunk, amely a kocka lehetséges pozícióinak a halmazát jelöli.
Jelöljünk minden 90°-os forgatást – a gondolatban a középső elem rögzítésével állandósított helyzetű kocka mellett – annak az oldalnak a kezdőbetűjével, amelyik oldalt elforgatjuk úgy, hogy kikötjük még azt is, hogy a forgatás csak a kocka középpontjából kifelé mutató tengely körül az óramutató járásának megfelelően történhet (a bal kéz felemelt nagyujja a tengely irányába mutat, a behajlított ujjak a lehetséges forgás irányába; ez az úgynevezett balkéz-szabály). Ekkor észrevehetjük, hogy csak hatféle különböző forgatás létezik.
- a – az alsó lapot forgatjuk el
- f – a fölső lapot forgatjuk el
- e – az elülső lapot forgatjuk el
- h – a hátulsó lapot forgatjuk el
- b – a bal oldali lapot forgatjuk el
- j – a jobb oldali lapot forgatjuk el

A kocka minden forgatása (nem csak ez a hat) transzformáció. A forgatásokat függvényekként képzelhetjük el, amelyek a kocka állapotainak halmazán vannak értelmezve, és ugyanebbe a halmazba képeznek, a hozzárendelés szabálya pedig az, hogy az adott függvény értéke a megfelelő forgatás végrehajtásával kapott új kockapozíció sorszáma. Például: f(64 523) = 578 526 687.
A forgatások egymásutánját a megfelelő betűk egymásutánjaként jelölhetjük, és a szorzás művelet analógiájára használjuk. Például azt, hogy „először kétszer a jobb oldali lapot forgatom el, majd a fölsőt, végül a hátulsót” úgy jelölhetjük, hogy jjfh, vagy j·j·f·h, azaz j²fh. Ha 1-gyel jelöljük azt, hogy semmilyen forgatást nem végzünk, akkor észrevehetjük, hogy
aaaa = a·a·a·a = a4 = 1, ffff = f·f·f·f = f4 = 1, stb. Persze az 1 is transzformáció, csak éppen minden pozíciót helybenhagy: 1(1)=1, 1(2)=2, … , 1(43 252 003 274 489 856 000) = 43 252 003 274 489 856 000. Így már értelmezhetjük az óramutatóval szemben történő forgatást is, amely megfelel három darab óramutató járásával megegyező forgatás egymásutánjának. Tehát például aaa = a³ egy ilyen forgatás, amit az előzek értelmében 1/a-nak vagy a−1-nak is jelölhetünk, hiszen az 1/a · a = 1 képlet azt írja le, hogy a kocka fölső lapjának a középpontból kifelé mutató tengely körüli 90°-os óramutató forgásának irányával szemben, majd azzal megegyezően történő elforgatása a kocka elrendezését nem változtatja meg. Sőt azt is mondhatjuk, hogy a0 = 1, f0 = 1 stb., vagyis 0-szor elvégezve a valamelyik forgatási műveletet nem változik meg a kocka.
Képezzünk az összes lehetséges forgatásból egy halmazt, amit jelöljünk A-val! Ha még ezen a halmazon a szorzással jelölt egymás után elvégzés műveletét is értelmezzük (ami másként a forgatási függvények kompozíciója), akkor egy csoportot kapunk jele: (A, · ). Megállapíthatjuk, hogy ezen halmaz véges elemszámú (azaz véges sok különböző forgatás képzelhető el), tehát a csoport véges elemszámú, ugyanis végtelen sok különböző forgatás végtelen sokféleképpen tudná a kockát elrendezni, de a 9x6 lapocska mindegyike legfeljebb 6 színt vehet fel, tehát a kocka biztosan kevesebb állapottal rendelkezik, mint 366, vagyis beláttuk, hogy csak véges sok különböző forgatás képzelhető el.
Az (A, · ) csoport neutrális eleme az 1.
Azt is észrevehetjük, hogy minden elem az a, az f, az e, a h, a b és/vagy a j valamilyen egymásutáni végrehajtásából áll. Ilyenkor azt mondjuk, hogy az {a, f, e, h, b, j} halmaz generálja az (A, · ) csoportot.
A kocka rendezése tehát matematikai alakban a következőképpen formulázható: adott a rendezett kocka, melyet valaki összekever a forgatások egy bizonyos x sorozatával, azaz például x(1) = 456 358 966 568, ahol x = afj³f²…bef²hj. A kocka rendezésére vállalkozónak az a feladata, hogy x ismeretének hiányában olyan y forgatást találjon, amely rendezi a kockát, azaz y(456 358 966 568) = 1. Ebből látható, hogy x · y = 1, azaz y = x−1, tehát a cél egy x-et invertáló transzformáció megtalálása – persze minél rövidebb idő alatt.
Minden forgatás inverze megkapható a forgatás fordított irányú végrehajtásával, azaz például – az előbbiek szerint – a inverze a−1 = a³, mivel a·a−1 = a · a³ = a4 = 1.
Bonyolultabb forgatásoknál az egyes elemeket invertáljuk, és fordított sorrendbe hajtjuk végre, azaz például (afj³f²…bef²hj)−1 = j −1h −1f −2e −1b −1…f −2j −3f −1a −1, ahol f −2 = f ² és j −3 = j, mint az egyszerű szorzással ellenőrizhető.
A kocka rendezése során arra törekszünk, hogy átmozgassunk bizonyos kiskockákat máshová, vagy maradjon a helyén, de kerüljön más pozícióba, például egy sarokelem forduljon el 120°-kal, vagy egy él-elem forduljon meg, miközben minden más változatlan marad.
Belátható, hogy nem minden ilyen áhított mozgatás valósítható meg, mert például egy kívánt sarokelem elfordulása csak úgy érhető el, ha valamelyik másik sarokelem is elfordul közben, tehát csak egyszerre két sarokelemet tudunk elforgatni. Sőt, itt a forgatás iránya sem mindegy, mert nem mindig azonos körüljárási irányban forognak a sarokelemek.
Találhatóak azonban olyan forgatások, amelyek csak éleket mozgatnak, és olyanok is, amelyek csak sarkokat. (Ez annak a következménye, hogy él-elem nem kerülhet csúcselem helyére és viszont. Úgy is mondhatjuk, hogy a 3×3×3-as kocka csúcselemeinek mozgásai megegyeznek egy 2×2×2-es kocka csúcselemeinek mozgásaival, márpedig az utóbbinál nincsenek él-elemek.)

## Kirakása
Sokféle megközelítés létezik a Rubik-kocka kirakására. Hogy melyiket választjuk, merőben függ attól, milyen szinten vagyunk, mennyi algoritmust szeretnénk fejben tartani, milyen gyorsan szeretnénk a kockát kirakni vagy hogy mondjuk vakon, esetleg egy kézzel kívánjuk-e kirakni a kockát?
Egy megoldás a következőképpen néz ki: kiválasztunk egy alapszínt — mondjuk a fehéret —, melyből először egy keresztet rakunk ki úgy, hogy megkeresünk 4 egymásutáni olyan élkockát (ez az a kocka, amelynek csak két színe van), amelyben van fehér szín. Ezeket egymás után a fehér közép mellé juttatjuk úgy, hogy stimmeljenek az alattuk lévővel. Ha ez kész van, akkor a sarkokat rakjuk ki; így meglesz az első sor (illetve egy sor és a közép). Majd azt a négy élkockát az alsó sorból felhozzuk a második sorba; így már két sor van kirakva. Következő lépésként a fennmaradó négy élkockát a megfelelő helyre kell juttatni, majd a tökéletes pozícióba forgatni, ezután a sarkokat kell a helyükre tenni és megfelelően beforgatni.
Az egyik legelterjedtebb profi kirakási módszer a CFOP- vagy Fridrich-metódus (en), amely az 1980-as évek kezdetén számos Rubik-kocka versenyző innovációjának kombinációjából fejlődött ki, s melyet végül 1997-ben Jessica Fridrich (en) publikált. E módszer használatával tartják jelenleg a világrekordot is. Ebben a metódusban a kereszt (Cross) után nem a sarkokat rakjuk a helyére, hanem él-sarok párokat alkotunk az úgynevezett easy case, és párosítás módszerekkel, más néven F2L. Erre nincs külön algoritmus, az ember egy idő után kitalál magának egyet minden állásra. Ezután a felső rétegen kijött állást egy arra kitalált algoritmussal rendezzük össze úgy, hogy az összes olyan színű sarok és él felfelé nézzen. Ezt orientálásnak nevezzük (OLL). Összesen 57 orientáció létezik, tükörképekkel együtt. A sárga kockák ennél az állásnál mind a felső réteg tetején vannak, de még nincsenek pontosan egymás mellett; ezek elrendezését egy permutációnak nevezett algoritmussal hajtjuk végre (PLL), melyből 21 van összesen. Ha valaki gyorsan szeretné kirakni, meg kell tanulnia mind a 78 algoritmust, és ki kell találnia magának F2L algoritmusokat.
Vannak kevésbé elterjedt módszerek is, mint például a Roux metódus, ahol nem kereszttel kezdenek, és nem a sorokra, hanem a blokkokra építkeznek. Ezt a módszert Gilles Roux fejlesztette ki és tette közzé 2003-ban.

## Rubik-kocka megoldó programok
Számos program készült, melyek próbáltak optimális algoritmust találni a kocka megoldására. Nem sikerült még olyan szoftvert készíteni amely bizonyíthatóan a legkisebb lépésszámú megoldást adja bármilyen keverés esetén, viszont létezik már program amely maximum 20 lépéses megoldást talál (a dupla forgatások egy lépésnek számítanak). Itt kell megemlítenünk Herbert Kociemba által fejlesztett Cube Explorer-t, vagy az online felületen futó, magyar fejlesztésű Ruwix.com weboldalon található Rubik-kocka megoldó programokat.

## Változatai
A kockának létrejött a 2×2×2-es, egy skewb, a 4×4×4-es (Rubik bosszúja) és az 5×5×5-ös (A Professzor kockája) változata is. A legnagyobb forgalomban lévő termék a 25x25×25-ös rubik kocka.

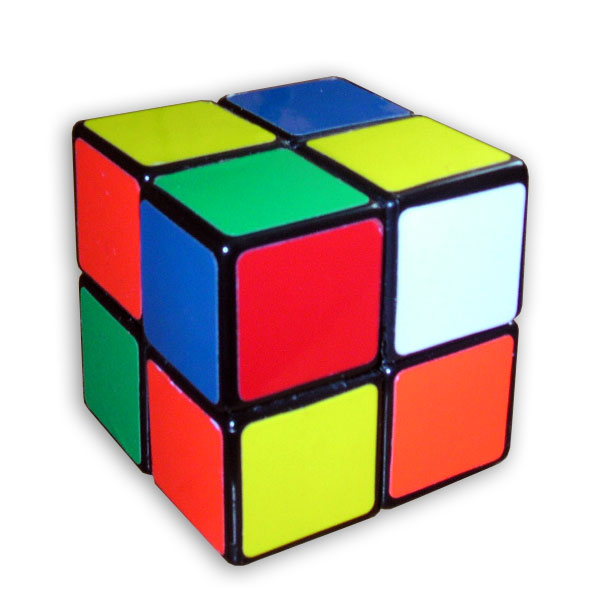
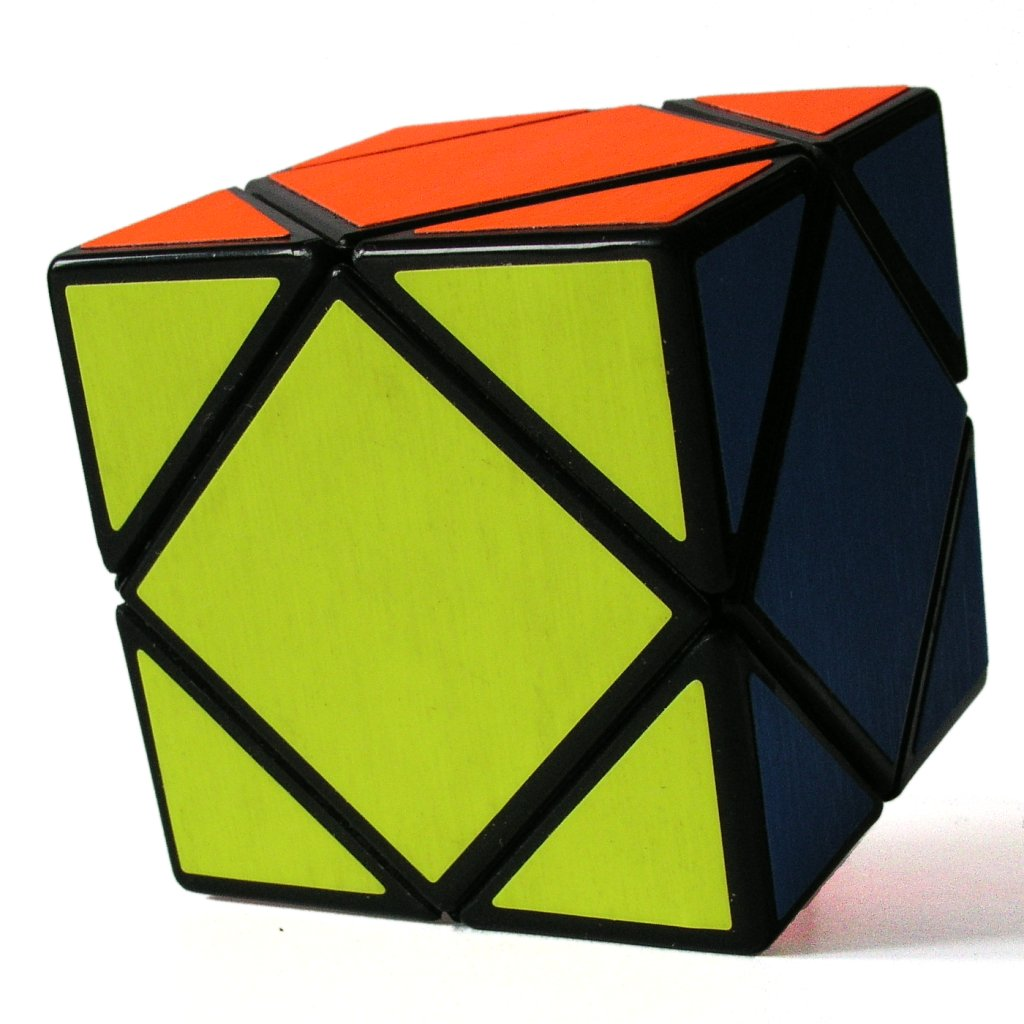
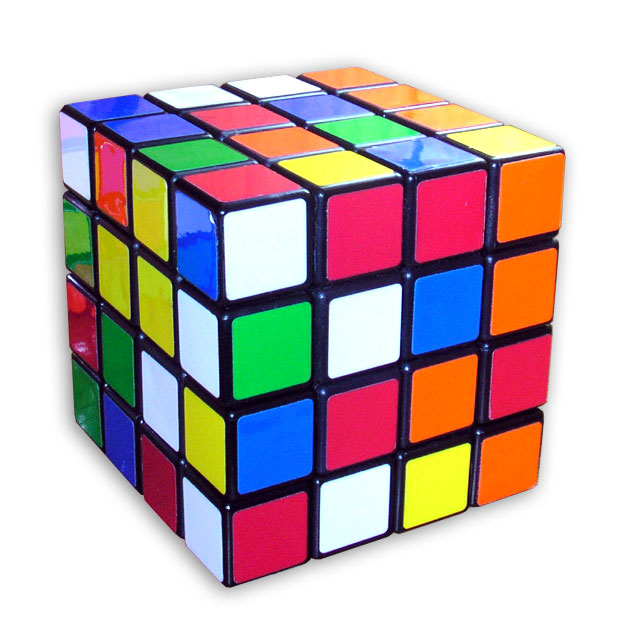
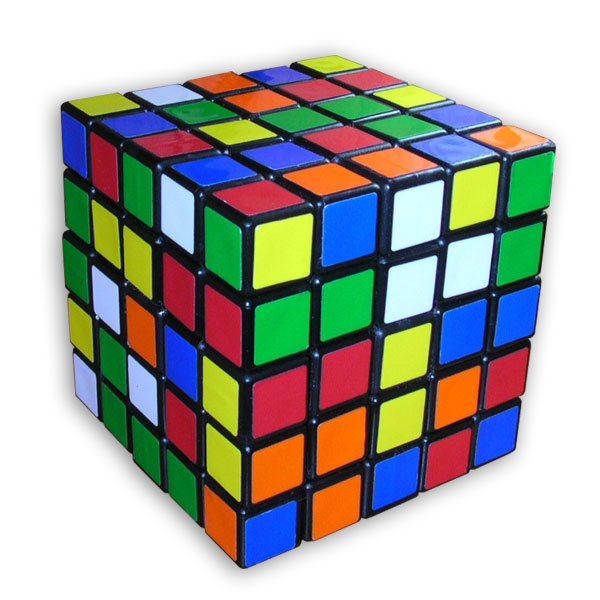

Nemcsak kocka alakot vehet fel, hanem más mértani testek alakját is, a képek alatt a fantázianevük.

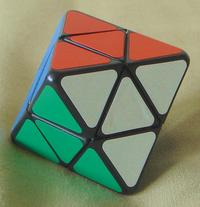
Skewb gyémánt
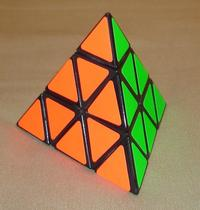
Pyraminx
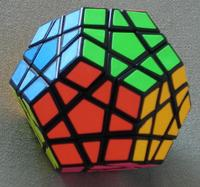
Megaminx
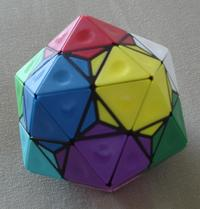
Dogic

## A kultúrában

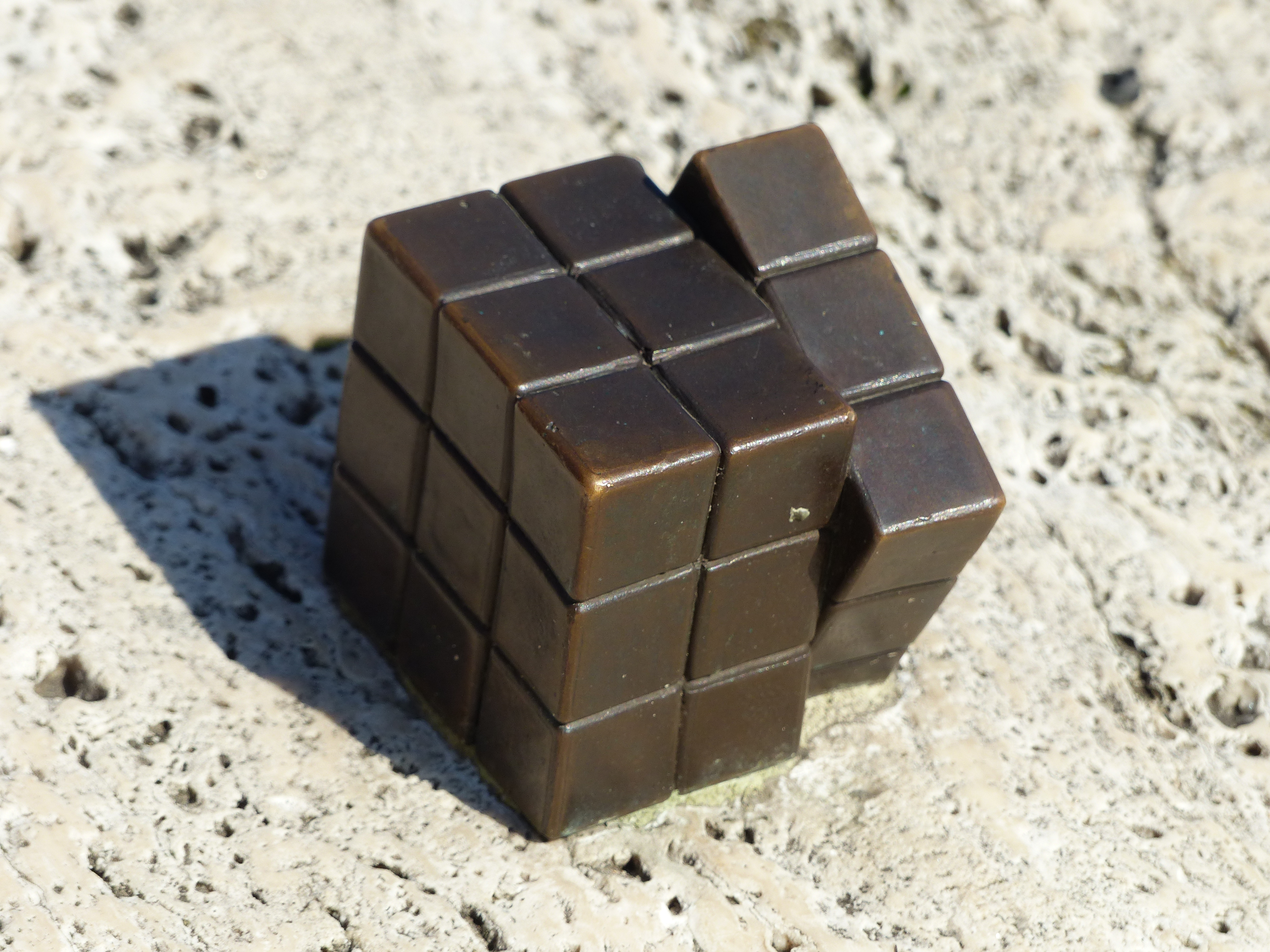
Kolodko Mihály Rubik-kockát ábrázoló miniszobra a budai alsó rakpart Vám utcai gyalogos lejárójánál

1981-ben az angol Barron Knights együttes dalt írt a találmányról Mr. Rubik címmel, mely a Twisting The Knights Away c. nagylemezükön jelent meg. A lemez borítója is egy Rubik-kockát ábrázol melynek oldalain az együttes tagjai láthatóak. A magyar Color együttes Új színek című 1982-ben megjelent albumán is hallható róla egy dal Bűvös kocka címmel.
A Rubik-kocka a 2012-es Nemzeti alaptantervben az alsó tagozatosok számára előírt közműveltségi tartalmi elem.
A kocka szerepelt Rusz Lívia képregényeiben is (pl. Miskati színrelép, 1986) és A boldogság nyomában című 2006-os amerikai filmben.
2014. december 22. óta Rubik-kockát ábrázoló miniszobor látható Ungváron, a Petőfi és a Színház teret összekötő gyalogoshíd Petőfi tér felőli hídfőjénél, 2019. február 10. óta pedig Budapesten is, a budai alsó rakpart (Sztehlo Gábor rakpart) Vám utcai gyalogos lejárójánál (az előbbi másolata); mindkettő Kolodko Mihály alkotása.

## Rekordok
A 3×3×3 kockakirakás világrekordját Max Park tartja, aki legjobb idejét 2023. június 11-én érte el, 3,13 másodperc alatt rakta ki a kockát.
Az átlagos kirakási idő rekordját a kínai származású Yiheng Wang tartja 4,69 másodperccel, megdöntve a korábbi, Max Park és a Tymon Kolasiński által együtt tartott, 4,86 másodperces időt.
2012-ben magyar világcsúcs született a 2012-es Európa Rubik-kocka bajnokságon, ahol Endrey Marcell a 3×3×3 vakon kirakás kategóriában 26,36 másodperc alatt rakta ki a kockát.
A magyar rekordtartó egyszeri és átlag kategóriában is Slezák Gábor, aki egyszeriben 5,65 és átlagosban 7,54 másodperc alatt rakta ki a Rubik kockát.
A Rubik-kocka kirakásának rekordját természetesen nem csak emberek igyekeznek megdönteni. Igen elterjedtek az ezen művelet végrehajtására épített Lego robotok is, melyeket főleg okostelefonokra írt applikációval irányítva, előre programozott kockakirakó algoritmusok futtatására alkottak meg. A jelenleg ismert leggyorsabb szerkezet 3,253 másodperc alatt rakta ki a Rubik-kockát.